# Honduras prehispánica

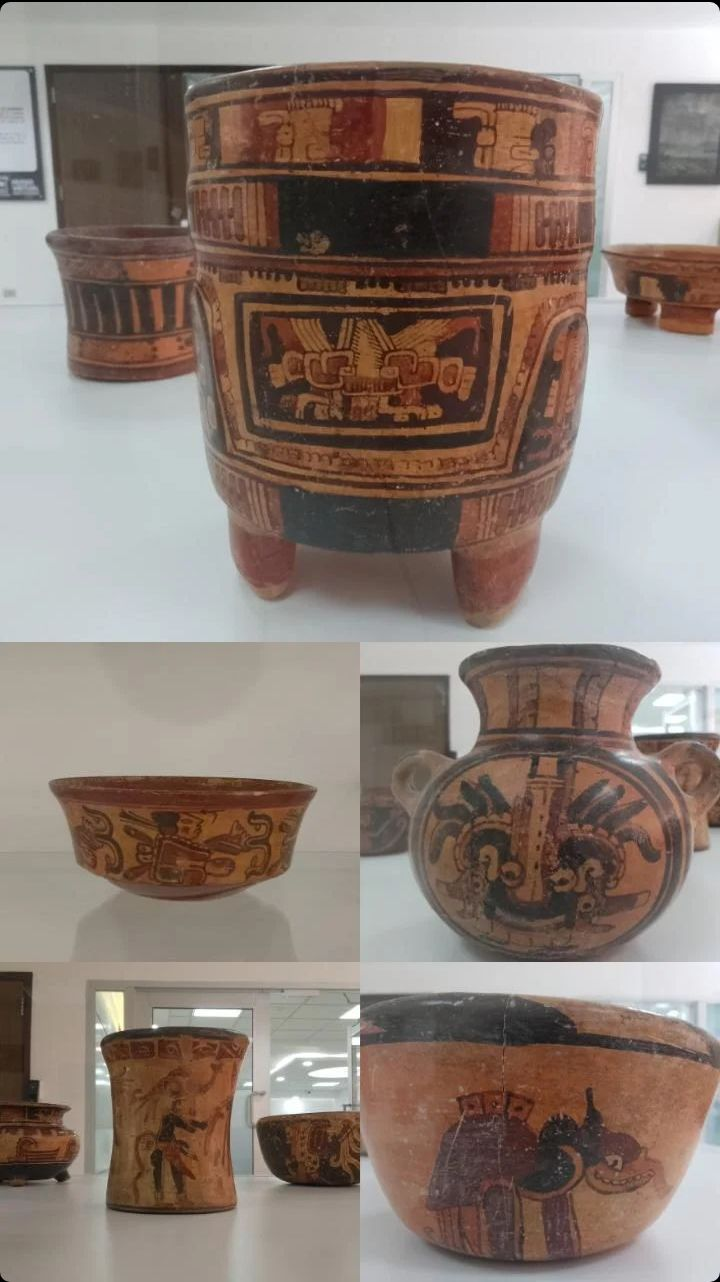
Colección de diversas vasijas pre colombinas encontradas en los sitios de Copán y Ulua-Yojoa

Es un período de la historia nacional previo a la llegada de los españoles a la placa continental –que hoy es América- en el cual ya existían organizados especies de naciones o tribus de descendientes del Homo sapiens quienes, provenientes de Asia, habían cruzado el océano –Estrecho de Bering- hace aproximadamente 20.000 años, cuando todo el mundo antiguo estaba completamente poblado ya de estos Homo sapiens. Las migraciones hacia América habían alcanzado el istmo que hoy ocupa la América Central. Resultado de investigaciones han arrojado datos aproximados de vestigios de existencia de flora como de fauna prehistóricas de más de 30.000 años, mas no así, de existencia humana, sino a partir de unos 20 a 19.000 años.
Los moradores prehispánicos del territorio de la actual Honduras fueron principalmente pueblos que se caracterizaban por ser de dos tipos grupos culturales diferentes: La Tradición Cultural Mesoamericana, donde la influencia de las culturas maya, olmeca, y tolteca. Y la otra tradición cultural es la circuncaribe de influencia chicha y guaraní. También, la última tendencia cultural que influyó en menor medida esta porción de Centroamérica es la de los Andes Centrales. Eso debido a que Honduras es un país que se encuentra entre la franja divisoria entre Mesoamérica y el aérea de intercambio cultural. Aun así la influencia Mesoamericana fue la más fuerte y predominante en el territorio, lingüística, gastronómica, cultural y políticamente, especialmente durante el periodo clásico. Debido a esto es que en las zonas occidente y centro del país se encuentren bastantes sitios arqueológicos  algunos con una larga variedad de montículos y restos humanos pertenecientes a sociedades bien organizadas.

## Humanos
Según las investigaciones realizadas en las dataciones de vestigios encontrados en el territorio hondureño, se puede calcular la existencia de humanos en lo que es la república de Honduras, de la siguiente forma: 

### Paleoindios
| años        | Descripción |
| 9.000 a. C. | Los primeros paleoindios se desplazaron hacia las costas del océano Pacífico y de los ríos principalmente de ese sector, esas tierras de la zona de Tutule (los valles orientales) fueron ocupadas después de aquellas situadas en las costas del pacífico. Esto conlleva a una hipótesis sostenible, hay más cuevas en el área oriental que fueron ocupadas por los primeros pobladores, cazadores y recolectores, su sociedad está por investigación aún; la estructura social no estaba organizada de manera simple, caso contrario fue diverso y complicado. |

### Periodo arcaico
| años                    | Descripción |
| 8000 a. C.              | Sitio arqueológico más viejo de Honduras el cual fue descubierto por George Hasemann. La cueva del gigante, según los arqueólogos, "Los primeros habitantes de lo que es hoy Honduras, y probablemente de Centro América, vivieron hacia 9.480 años antes de Cristo en 'la gruta de el Gigante.'" Los investigadores que trabajaron en esta cueva "encontraron en la gruta restos milenarios de fibras de textiles, cuerdas y cestería, una concha de caracol, implementos de hueso, trozos de artefactos de piedra trabajadas, puntas de proyectiles usados para la cacería, y de alimentos como mazorcas de maíz, frutas y vegetales, así como pintura rupestre." Marcala, La Paz. (Prueba de Datación de radiocarbono calibrada en toba volcánica y sedimentos de ceniza encontrado, fue entre ±8480 y 9240 años a. C.) |
| 8000 a. C.              | Datación estimada de las evidencias encontradas en la zona sur de Honduras de pueblos nómadas cazadores y recolectores. |
| 4000 a. C.              | Los portadores de la Lengua Chibcha llegan a Centroamérica. |
| 4000 a. C. - 3000 a. C. | Una serie de sitios entre las altitudes de 5.000 a 6.500 pies, en las cercanías de La Esperanza, Intibucá, donde se encontraron las que ahora son evidencias de la presencia de humanos en la época pre cerámica. |
| 2500 – 2000 a. C.       | Zona sur de Honduras, comienza la domesticación de plantas, conocimiento de propiedades comestibles, medicinales, etc. |

### Período formativo
Descubrimiento de la existencia del humano en lo que hoy es Honduras, alrededor de 2000 años a. C. en zonas como zona central (Valle de Comayagua), zona noroccidental (Lago de Yojoa y Valle de Sula)
| años                    | Descripción |
| 2000 a. C.              | Asentamiento humano que muestra una ocupación continúa de al menos 3000 años. Los científicos que han estudiado este sitio lo consideran un asentamiento No Maya y algunos lo califican como un asentamiento lenca o protolenca. parque natural Eco-arqueológico Los Naranjos. Piedra de Sacrificio descubierta en 1934 por Doris Stone, además de eso se realizó una excavación que se le denominó el "Foso de Saqueo" en el año de 1967. |
| 2000 a. C.              | De las poblaciones chibchas establecidas en lo que hoy es Costa Rica, unos emigran hacia el Norte, hasta establecerse en lo que hoy es Honduras. |
| 2000 a. C.              | Posible llegada de Mayangna a Honduras y Nicaragua |
| 2000 a. C. - 1000 a. C. | Posible llegada de Pech al territorio que hoy es Honduras |

### Periodo preclásico1500 a. C–300 d. C.
| años       | Descripción |
| 1000 a. C. | Aparición de pueblos agrícolas sedentarios, en el norte de Honduras. En 1983, Jerrel Sorensen, Kenneth Hirth y Geoge Haseman, realizaron un reconocimiento geológico de un área de 6.00 km², con el propósito de localizar y describir los depósitos de obsidiana que originalmente habían sido reportados por Lunardi en 1948. "La obsidiana fue un importante recurso, empleado por los grupos precolombinos para la hechura de artefactos cortantes. Recientes estudios indican que artefactos de obsidiana procedentes de las fuentes del centro de Méjico y las altas tierras de Guatemala, fueron objetos apreciados de mercado a lo largo y ancho de Mesoamérica en una fecha tan temprana como el año 1,000 a. C. Fundación de la ciudad de Yarumela, siendo al urbe más grande de lo que es hoy Honduras, con un aproximado de más de 6,000 personas, dicha urbe poseyó diversas construcciones piramidales. Las exploraciones arqueológicas han puesto de manifiesto, que la obsidiana fue un objeto de amplio comercio en todo Honduras, por lo menos a partir del 700 al 900 a. C. |

### Formativo medio 850 – 650/500 a.C.
| años                  | Descripción |
| 1000 a. C.– 800 a. C. | Las Cuevas de Talgua, Olancho. Aproximados al periodo preclásico medio (1000-900 antes de cristo). Ofrece muchas pistas valiosas sobre cómo los habitantes de éstas cuevas pudieron haber formado un importante vínculo entre la Mesoamérica precolombina. |
| 850 - 100 a. C.       | Fundación de Copán sociedad que duró por lo menos alrededor de 400 años. Los Mayas construyeron la acropolis de Copán, hoy en ruinas, y es una de las mayores y principales atracciones en Honduras. Se cree también que cuando la ciudad de Copán estaba en su mejor apogeo llegó a albergar a unas 20,000 personas. Mayas vivían sin excepción en impresionantes centros urbanos, que al ser abandonados en las tierras bajas al final del período Clásico, 800-1000 d. C., desapareció una sociedad por entero y no sólo uno de sus segmentos. Los Mayas dejarón una infinidad de muestras de su existencia en el occidente de Honduras, entre ellos están: El Juego de Pelotas (Court Ball), La Gran Plaza, La Escalinata Jeroglífica, La Acrópolis, Los Túneles, El Túnel de los Jaguares, El sitio Arqueológico Las Sepulturas, Los Sapos, Las Estelas: Estela A, Estela B, Estela C, Estela D, Estela E, Estela F, Estela H. Zona arqueológica El Puente de La Jigua, El Rastrojón. |
| 500 a. C.             | Comienza el surgimiento de pequeñas sociedades en el norte de Honduras, en el centro empieza la agricultura. |
| 200 - 100 a. C.       | La zona cercana a la represa El Cajón se encuentra habitada por culturas mayas. |

-
| años      | Descripción                                                                             |
| 250 d. C. | Comienzan las guerras entre los migrantes por hacerse de tierras en el sur de Honduras. |

### Periodo clásico
Este periodo abarca desde el año 300 al 900 d. C. la gran cantidad de restos arqueológicos encontrados en Honduras están dentro de este periodo y se caracterizan por una cerámica policromada que aparece en las distintas zonas del país. Incluyendo a Copán, ya que dentro de este periodo se encuentra su mayor auge cultural y expansión demográfica.
| años      | Descripción                                                       |
| 400 a. C. | Fundación de Río Amarillo, en el Norte del departamento de Copán. |

### Periodo clásico tardío 500 – 1000 d.C.

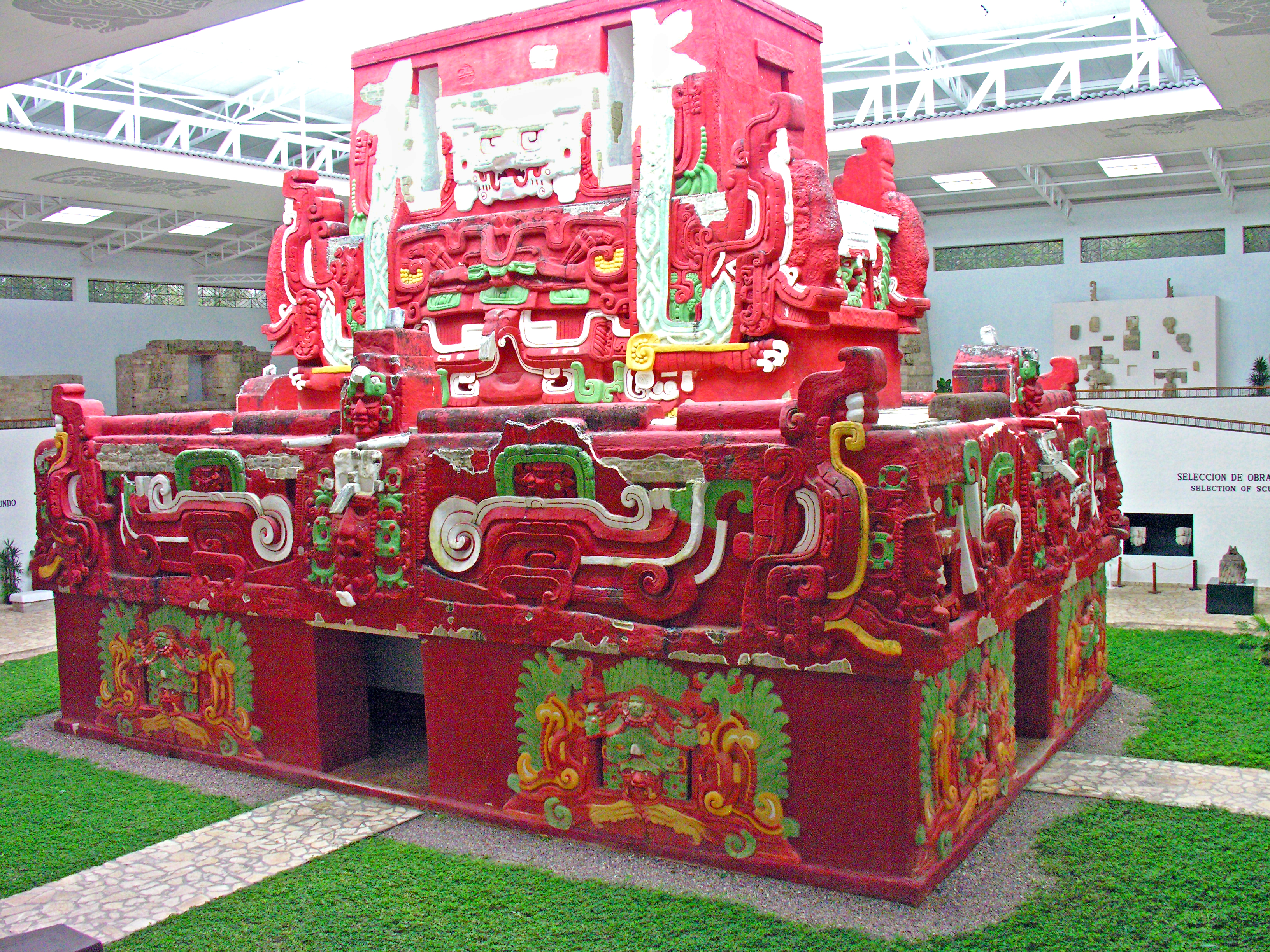
Templo Rosalila de copan.

| años              | Descripción |
| 500 d. C.         | Surge la Dinastía Yax Kuk Mo´ en Copán. |
| 500 - 1,000 d. C. | Fundación del asentamiento cernaco al Ulúa. Mozonte declaran su pertenencia cultural al pueblo Chorotega, pero no se ha podido contar con mayores evidencias, salvo algunos restos cerámicos del tipo Ulúa, que es un pueblo emparentado con pobladores del Lago Yohoa en el actual territorio de Honduras. |
| 700 d. C.         | La primera migración mexicana –Chiapaneca- llega a Centroamérica. |
| 822 d. C.         | Caída de la Dinastía Yax Kuk Mo en Copán. En el centro de Honduras se desarrollan organizaciones comunales sociales, políticas y demográficas ordenadas. En el sur empiezan a florecer centros organizados.                                                                                                 |
| 850 d. C.         | Los hablantes de la lengua –Matafalpa- se separan en dos grupos: Matagalpa y Cacaopera. |

### Periodo postclásico

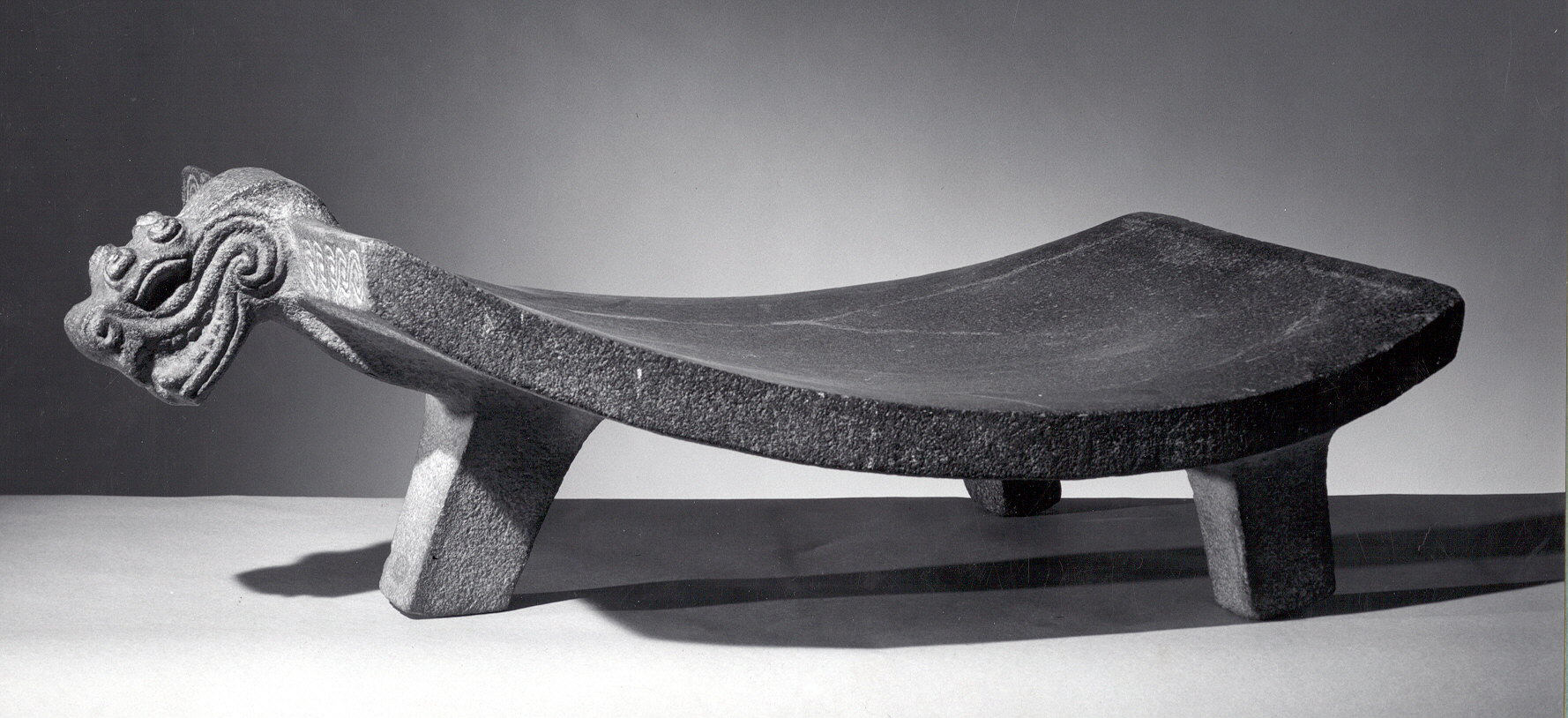
Metate del periodo postclásico.

Periodo encontrado entre los años 900 a 1500 d. C. en él se hace notar la decadencia cultural y demográfica en general y aparecimiento de influencias externas.
| años                | Descripción |
| 1000 d. C.          | Colapso general de las tierras Mayas del sur (Guatemala) migración de nuevo hacia el occidente de Honduras, mientras en el centro de Honduras decaen los centros regionales. |

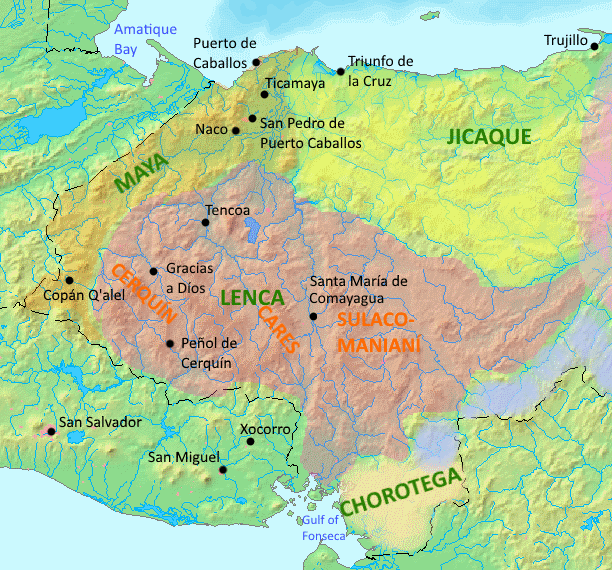
Localización territorial de población en el a finales del Postclásico.

| 500 - 1000 d. C.    | Los Chorotegas se asientan en Costa Rica, Nicaragua, Honduras. Ciudad Blanca tal vez fundada por la etnia local Pech, que radica ancestralmente en la región. De acuerdo a los primeros datos sobre el hallazgo dado a conocer el miércoles, se trata de una civilización que existió entre el 1000 y el 1200 d. C. |
| 1,200 d. C.         | Con la caída de Chichen Itza (México) surgen nuevos órdenes sociales, que provoca una intrusión (México y Guatemala) en el norte y noroccidente de Honduras con migraciones, en el sur de Honduras crece la población y se intensifica la agricultura.                                                              |
| 1,300 - 1,400 d. C. | Grupos nahuas se establecen en el noreste y noroeste de Honduras. |
| 1,300 - 1,500 d. C. | Establecimiento de tolupanes en el territorio de Honduras. |
| 1,300 - 1,400 d. C. | Los mayas fundan, una zona residencial que hoy es El Rastrojón |
| 1,400 d. C.         | Se asentuan los xicaques que hasta la actualidad, han ocupado sus tierras originales en los departamentos de Olancho, Yoro y Atlántida. Hoy en día tienen una "reserva" en la Montaña de la Flor en Francisco Morazán.                                                                                              |
| 1,400 - 1,500 d. C. | Aparecimiento de zonas pobladas por lencas, ubicados desde centro de Honduras y El Salvador. |
| 1,450 d. C.         | Se produce la separación de las lenguas suma y misquita. |

### Periodo hispánico

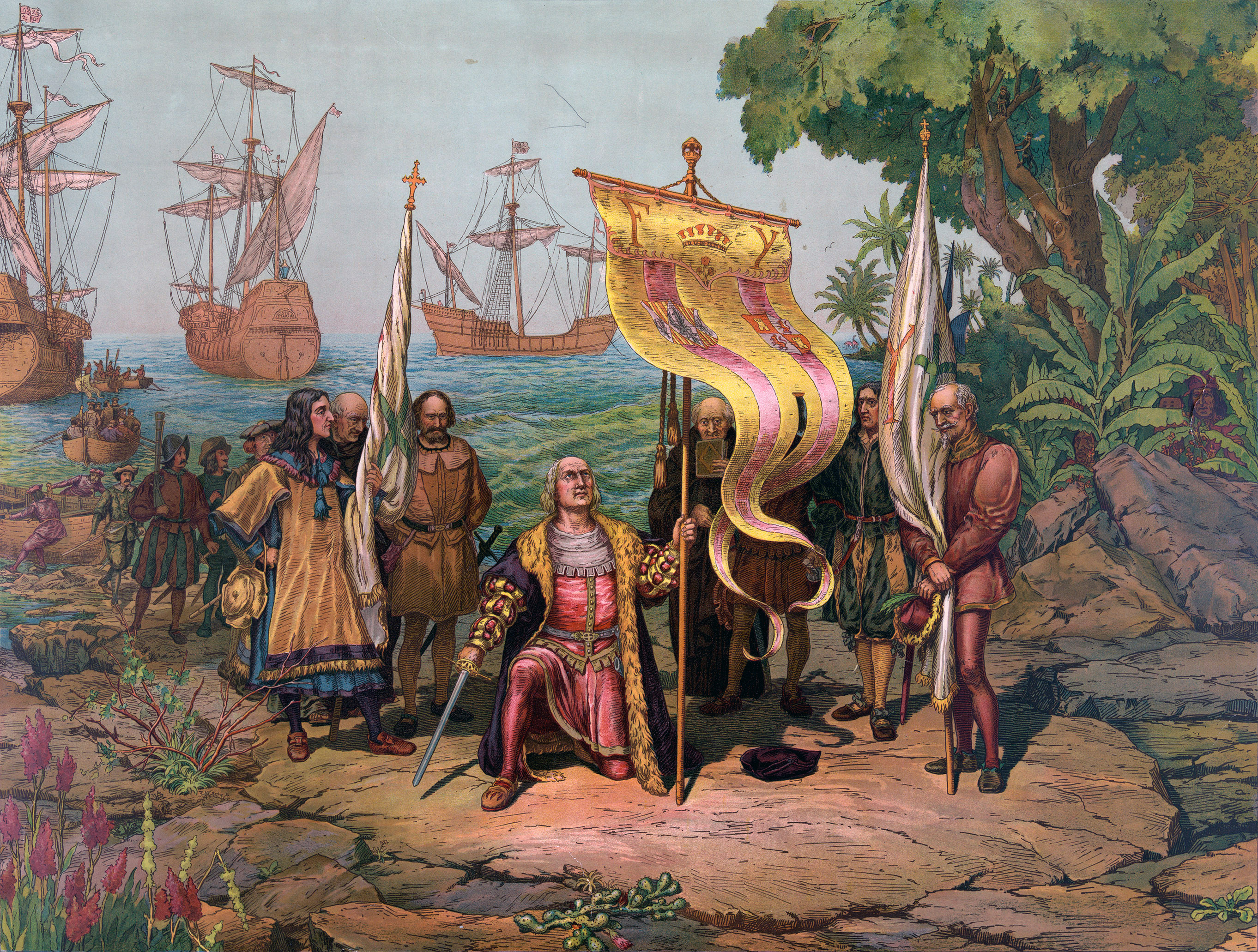
Representación de Cristóbal Colón a su arribo al continente Americano

Mapa de las diferentes entidades territoriales que existían en Honduras y resto de Centroamérica en el siglo xvi antes de la llegada de los españoles.

| años         | Descripción |
| 1,492 d. C.  | Descubrimiento oficial de América por el almirante génoves Cristóbal Colón. |
| 1,502        | El 14 de agosto desembarco Cristóbal Colón en la costa norte de Honduras. En época prehispánica el territorio era denominado como: "Guaymuras" e "Hibueras".                                                                                         |
| 1,550        | Aparecen grandes centros en tierras altas occidentales (Naco) y en el sur de Honduras incremento de la complejidad política. |
| 1,550 -1,600 | Los misquitos se asentuan en el oriente de Honduras y nororiente de Nicaragua. |
| 1550 - 1600  | Los chortis se asentuan en centro y suroccidente de Honduras y El Salvador. |
| 1604         | (siglo XVII) Primer contacto Tawahka con españoles, los Tawahkas se alojaban en la riberas del río Coco Guayambre, Guayape-Tinto y Wampú centrada en el curso medio del río Patuca, su territorio aproximado era de alrededor de 9.300 km cuadrados. |

### Usos
| Tipo       | Descripción |
| Vestimenta | Corteza de árboles y algodón silvestre y en sus tintes su utilizaron vegetales como el añil (Indigofera) y el brasil (Caesalpinia y Peltophorum). |
| Alimento   | El trinomio compuesto por el Maíz (cereal), frijol y calabaza yuca o mandioca (tubérculo). frutos y semillas, palma de pejivalle y arruruz, chile, cacao, achiote, recogían la miel de abejas. Uno de los principales aliamentos fue/es la montuca -una forma de tamal preparada a base de maíz-                                                                 |
| Bebida     | Las bebidas como la chicha de maíz, nancite, coyol, y el dulce de cacao. |
| Artesanía  | Resina y muebles de pino (Pinus oocarpa). Cestería con base en la fibra del tule (Cyperus canus) y de pita (Agave americana). Hilados rústicos de fibras de henequén (Agave fourcroydes). Y, petates con fibras de palma (Thrinax Morrisii), barro, tuza (fibra de maíz), madera, cuero, obsidiana –alguna importada desde Ixtepeque y El Chayal en Guatemala.). |

## Fauna

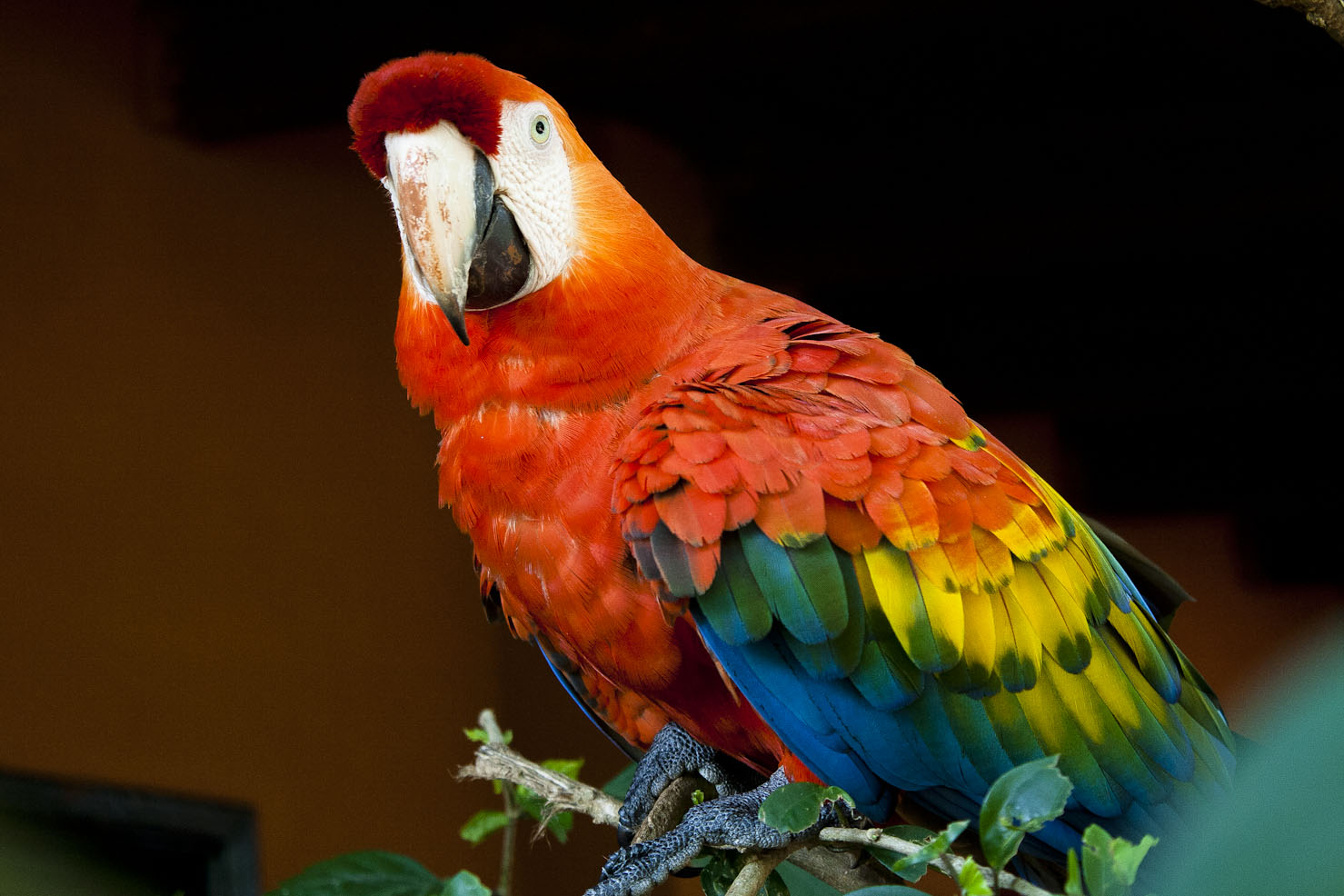
La Guacamaya es el Ave nacional de Honduras.

Algunos fósiles de especies antiguas de animales encontrados en el siglo XVIII y XIX en el territorio de Honduras lo hicieron funcionarios de la Corona española, los cuales se quedaban en sus colecciones privadas, algunos de ellos anotados como: restos de animales antediluvianos, la investigadora Leydi, J. propuso en 1869 que algunos de los restos de mastodontes encontrados en Honduras, no fuesen auténticos; duda que fue aclarada por los científicos Justo Egózcue y Cía en 1871. En el departamento de Lempira es donde más restos fósiles se han encontrado y de los cuales han hecho investigaciones entre los años de 1930 a 1940 que concuerdan con el Hemphilliano Temprano. En las cercanías de la ciudad de Gracias se encontraron más restos de animales procedentes de Norte y Sudamérica, como el mastodonte americano (mamuts), además de Oso perezoso (Edentados), armadillos (Clyptodontes), perros quiebra huesos y capibara (ratón gigante), según el paleontólogo Walter Murcia.
| Tipo                       | Descripción |
| Amplicyon                  | S.p, Era un carnívoro y fue el último de su línea evolutiva, hasta el lobo de nuestros días. |
| Cervid                     | Indeterminado. |
| Merychippus                | S.p, Los caballos fueron traídos por los españoles a América, aunque se han encontrado evidencia de restos de cuatro de los cinco géneros, son caballos de tres dedos de las capas pliocenas tardías de la formación de lo que hoy es el territorio de Gracias, departamento de Lempira en Honduras. Equus, común a través del pleistoceno y representado por los últimos verdaderos caballos salvajes americanos. El Eqqus hondureño en este caso no ha sido catalogado, aunque se encuentre entre los mismos de su especie de Merychippus (Mioceno) de menos de 25 millones de años. |
| Neohipparion montezuma     | Categorizado |
| Osteoborus Cynoides        | Especie de hiena grande que se originó en Norteamérica. Como sugiere el nombre (ostehueso, borosquebrar). |
| Pliohippus hondurensis     | Catalogado como nueva especie en 1941. |
| Procamelus                 | S,p. |
| Protohippus                | S.p. |
| Rhynchotheriun hondurensis | Categorizado El único Teleocerus (rinoceronte) fue registrado por Blick (1929) y más tarde por McGrew (1941), un género de rinoceronte muy común en Norteamérica durante la época del Plioceno. |
| Teleocerine rhinoceros     | Categorizado |

En Tapasuna, cercano a Gracias departamento de Lempira, fueron encontrados dos restos de mamuts pertenecientes al género rhynchotherium, que fueron estudiados a fondo en 1929; son especies de mastodonte de tamaño pequeño a mediano identificados por su mandíbula angulada (el área de sínfosis). Estos mastodontes (Bucktherium blicki y Agbelodon hondurenits) retuvieron dos colmillos maxilares y dos mandibulares y se presume que los 4 colmillos juntos se utilizaron corno tijeras para cortar por la raíz vegetación de tierra húmeda o vegetación de pantano. 
En 2013 trabajadores de un talud adyacente al edificio del Palacio de Justicia encontraron un colmillo de mastodonte de unos 60 cm de largo. Especialistas del Instituto Hondureño de Antropología e Historia (IHAH) calcularon que tal especie podría datar entre 10,000 y 15,000 años a. C.

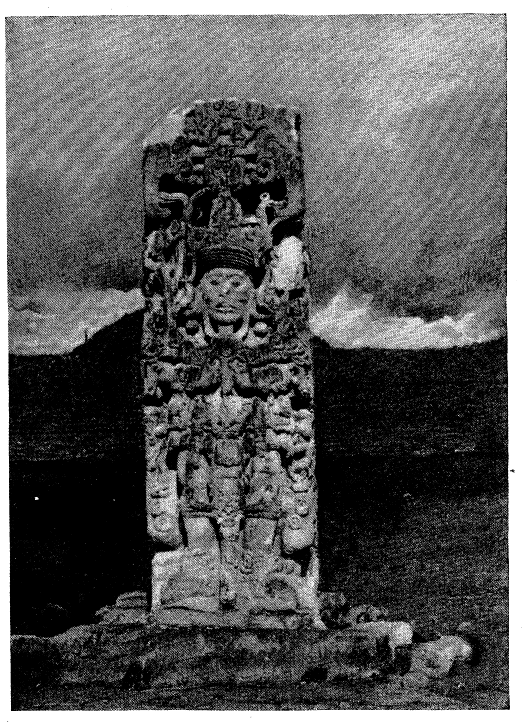
Estela B maya de Copán

En la Estela B del sitio arqueológico de Copán, se encuentran representados dos paquidermos, que serían dos mastodontes domesticados, debido a la no presencia de elefantes en América Central, los científicos aluden hipótesis de que fueron especies sobrevivientes ( del Pleistoceno.

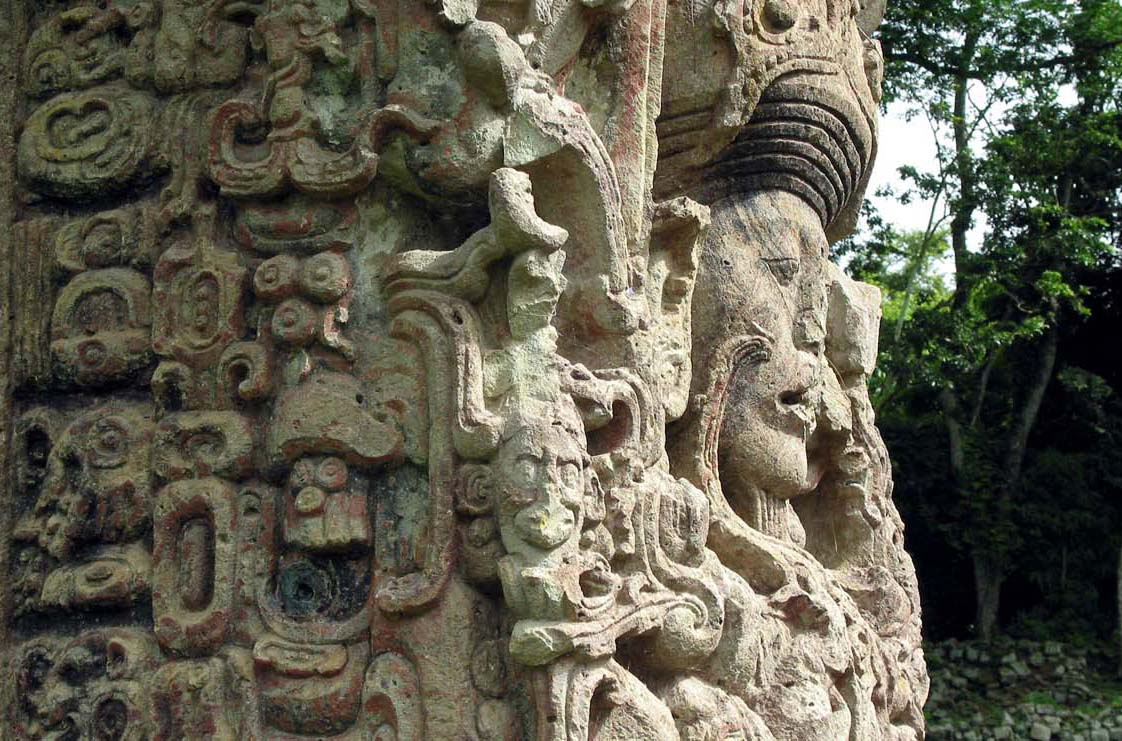
Detalle de la Estela B maya de Copán

Restos del toxodonte, especie de animal similar a los hipopótamos, de acuerdo a otras similares encontrados en el norte de Guatemala y en Honduras.
Dos especies camelidae que son: el Procamelus del Plioceno (hace 6 millones de años) encontrado en el territorio de Lempira y el Paleollama del Pleistoceno (2 millones a 20,000/1 5,000 años)
Restos de Megatilherdidae que son especies de osos perezosos herbívoros arbóreas, que en Honduras se conocen como "Perico Ligero", de finales de la época del Pleistoceno (2 millones a 5,000 años), de los que se conocen tres familias principales: Megalonyclidae y Megatherdidae.
Los glyptodontes, los cholamttheres, y los armadillos, estos últimos son los únicos representantes de estos organismos en el presente,) a evidencia fósil demuestra giyptodontes (Giyptotherin) Floridanun, identificados por el Dr. Dave Gillet y posiblemente chamytheres que existieron en Honduras durante el pleistoceno. Glyptodontes representaron tortugas gigantescas en su apariencia,
Restos de Rodentia lo representa en Honduras una mandíbula descubierta en el Río Humuya por un equipo de paleontólogos dirigidos por el Dr. S. David Webb, entre 1937 a 1938 en Lempira para el museo de Walker. El espécimen del río Humuya del Dr. Webb identificado como un roedor grande de Sudamérica, conocido como capybara.
Canidae, estos cánidos Pliocenos encontrados en Honduras, son osteoburus (cynoides y amphicyon sp).
Un felino fósil encontrado en Yaroconte, departamento de Copán está registrado como Felis Concolor, datado del pleistoceno.

## Flora
De la vegetación encontrada en el territorio de Honduras, de las épocas prehistóricas están registrados los siguientes:
| Tipo                         | Descripción      |
| Familia: Celastraceae Género | GVmínda s.p.     |
| Familia: Sapindaceae Género  | Scinmidelia s.p. |
| Legume: Género               | indeterminado    |
| Palmas: Género               | indeterminado    |

Entre lo que es hoy Copán, Santa Bárbara, Comayagua, Yoro, Olancho, fueron encontrados gástropodos y rudistos vivaldes.

## Encargado
El Instituto Hondureño de Antropología e Historia IHAH fue fundado en 1952. La primera etapa de su gestión se caracterizó por una casi exclusiva dedicación a la investigación arqueológica —dígase, Copán—. Los trámites encaminados a declarar la ciudad maya de Copán Patrimonio de la Humanidad culminaron en 1980 y, posteriormente, en 1982, fue también declarada Monumento Nacional.

## Legislación
La Constitución de la República de Honduras —Decreto N.º 131 de 11 de enero de 1982— establece en los artículos 172-176 los fundamentos doctrinarios de los que se desprende la legislación específica. La necesidad de fomento y protección del patrimonio cultural queda enunciada en el artículo 172: “Toda riqueza antropológica, arqueológica, histórica y artística de Honduras forma parte del patrimonio cultural de la Nación”.
La primera Ley para la Protección del Patrimonio Cultural de la Nación fue emitida en 1984 y reformada más tarde dando lugar al Decreto 220-97, 1998. De acuerdo con este decreto forman parte del patrimonio cultural material de la nación hondureña lo descrito en su Artículo 2, incisos 1-8, a saber: los monumentos de interés antropológico-histórico, los bienes muebles de interés antropológico e histórico, los conjuntos y agrupación de bienes inmuebles y su entorno natural que formen patrones de asentamientos humanos, los sitios arqueológicos.
- Constitución de la República de Honduras: Artículos 172 y 173
- Ley para la Protección del Patrimonio Cultural de la Nación: Decreto 220-97
- Ley General del Ambiente y su Reglamento General: Decreto N.º 104-93, Título IV, Capítulo III
- Ley de Municipalidades y su Reglamento: Decreto N.º 134-90, Artículos 13 y 14
- Ley de Ordenamiento Territorial: Decreto N.º 180-2003, Título Segundo, Capítulo II, Artículo 22, Numeral 2); Capítulo 3, Artículo 27, Numeral 2, inciso h) y Numeral 3, inciso d); Título Cuarto, Capítulo I, Artículos 40, 44, 47; Capítulo III, Artículo 5.1
- Ley de la Propiedad: Decreto N.º 82-2004, Título V, Capítulo II, Artículo 74 y Capítulo III, Artículos 93 y 101
- La Fiscalía de Etnias y Patrimonio Cultural

## Características culturales
Estas culturas alcanzaron grandes progresos en los diversos campos del conocimiento humano. 

### Agricultura

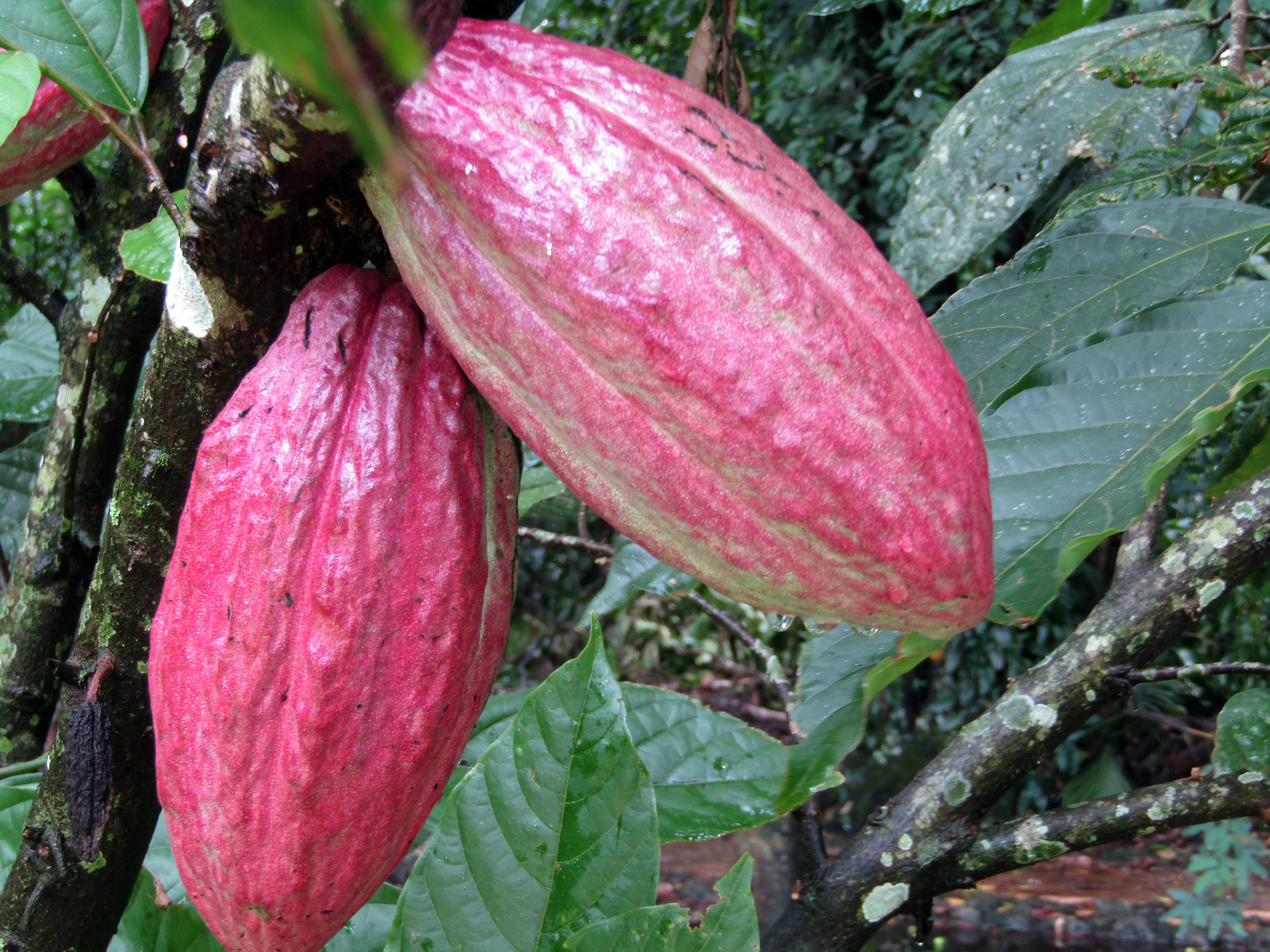
El cultivo del cacao en suelo hondureño pudo haber comenzado en el año 1,100 a. C. aproximadamente.

Fueron impulsados por el desarrollo de una variada agricultura (frijol, cacao, chile, etc.) y contaban con grandes sistemas de riego. De esta manera garantizaban una alimentación adecuada para sus poblaciones dentro del área de influencia Mesoamericana. En el caso de la región al este de la gran depresión transversal de Honduras y junto al Mar Caribe tenemos los cultivos de ñame o yuca de montaña junto a la caza y pesca que caracteriza la influencia cultural Circuncaribe. También fueron cultivadores de frutas originarias del continente como la Papaya, la Piña, el Tomate y Aguacate. Jugando también un papel importante en su economía.  

### Artes

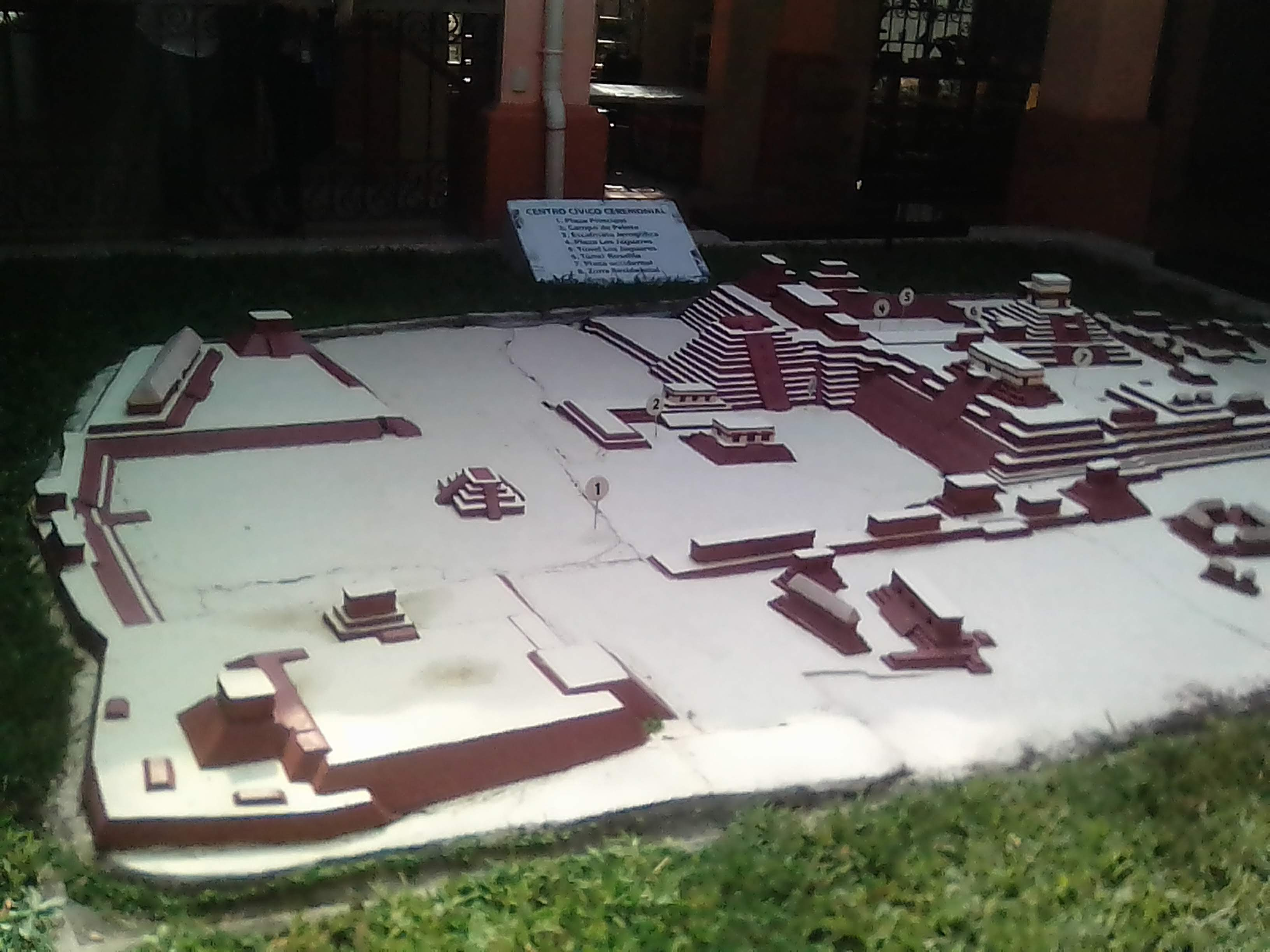
Maqueta que representa el centro cívico y ceremonial de la ciudad de Copán.

Además aplicaron técnicas de gran perfección en los tejidos y la cerámica, la cual muchas estaban decoradas con todo tipo de ilustraciones. Desarrollaron un intenso, complejo, y variado comercio. La arquitectura también funda un papel importante en estas culturas, la más desarrollada en el territorio nacional fue la maya. En el territorio occidental nacional se pueden encontrar ruinas de ciudades mayas, como Copán y El Puente, y un sinnúmero de montículos esparcidos por todo el territorio donde estuvieron presentes.

### Ciencias
Alcanzaron un alto desarrollo científico en las matemáticas y la astronomía; además de la ingeniería y la escultura, que emplearon en la construcción de grandes ciudades, llegando incluso a tener sistemas de acueductos y desagües aun funcionales . El calendario y sistemas para calcular el movimiento de estrellas y planetas como Venus es otro de sus grandes avances en las ciencias. La escritura también estuvo bastante desarrollada, la escritura maya tuvo más de dos mil caracteres diferentes cada uno con uno representando una palabra, elemento o frase distinta.  

### Religión

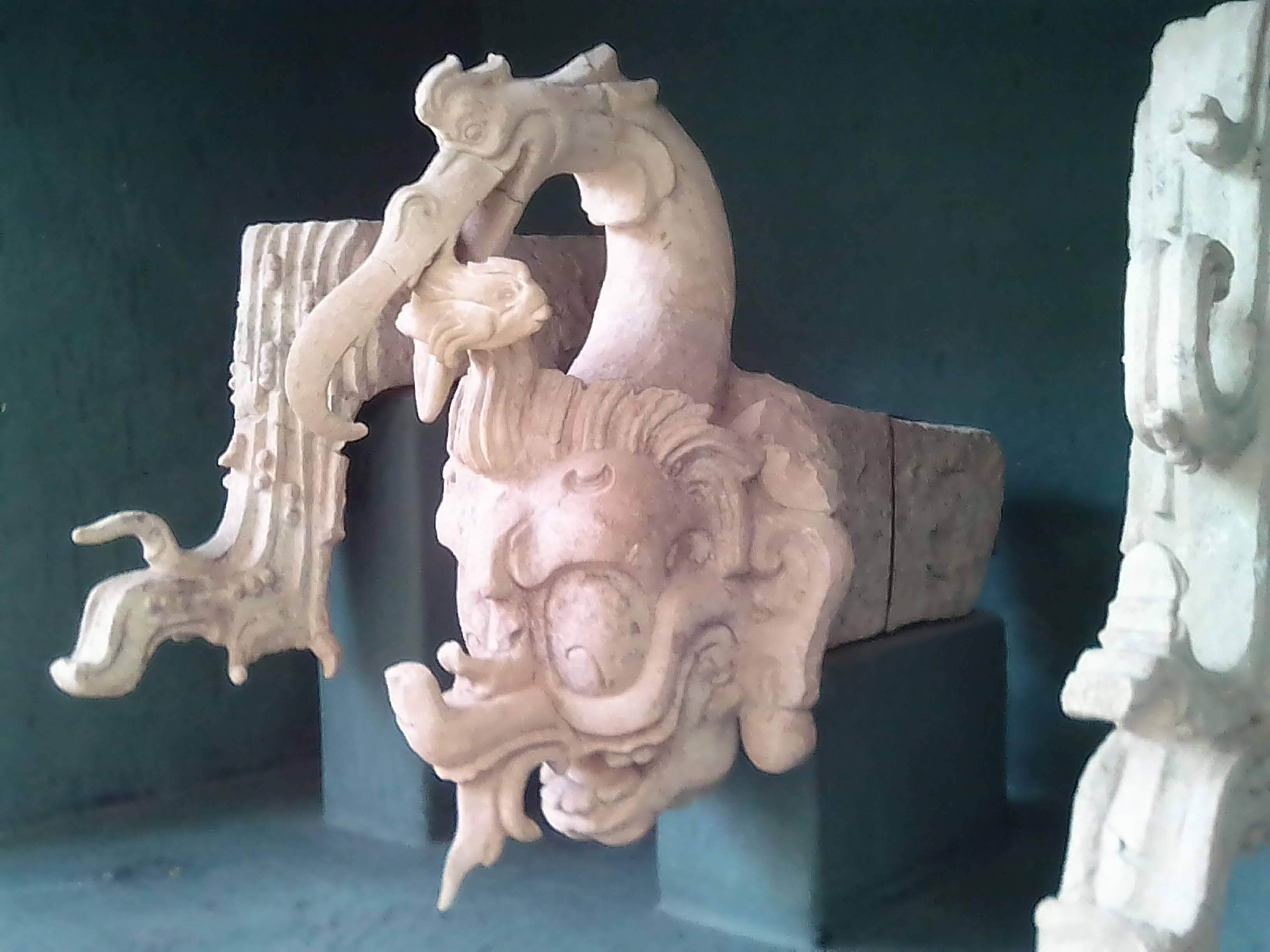
Escultura Maya representando a la deidad Chaac en el museo del parque arqueológico de Copán

La mayoría de las religiones de los nativos pertenecientes a lo que hoy comprende el territorio Hondureño eran de corte politeístas. Muchos de las deidades que diversos pueblos adoraban estaban jerarquizados. En le área maya del país la religión no distaba mucho de la del resto de indígenas de esta cultura, pues se practicaban los mismos ritos y se veneraban las mismas deidades que en toda el are que comprendió esta cultura. La religión autóctona lenca estaba muy influenciada por el nahualismo, también teniendo deidades organizadas jerárquicamente. 
Algunas de sus más importantes deidades fueron Itanipuca (gran madre tierra), Ilanguipuca (gran padre cielo), Icelaca (señor del tiempo) entre otros. En cuanto a los pueblos de origen circuncaribe que habitan el país, cada uno tenía su propia religión con su propio sistema de creencias y deidades. Algunos restos arqueólogos muestran que estos pueblos también habían representaciones de sus dioses ya sea en grabados rocas o pinturas.

## Culturas mesoamericanas
En la sección nor-occidental de Honduras, predominaban los pueblos con influencia mesoamericana, entre ellos los siguientes:
- Los náhuatl: Habitaban en el valle de Naco y Trujillo; culturas con bastante influencia de grupos que llegaban del centro y sur de México.

- Los chortis grupo mayance localizado en Cortés, Copán y Ocotepeque

- Los lencas, que se extendían por los departamentos de Santa Bárbara, Lempira, Intibucá, La Paz, Comayagua, Francisco Morazán y Valle y parte de lo que hoy comprende el territorio de El Salvador.[33]

### Lencas

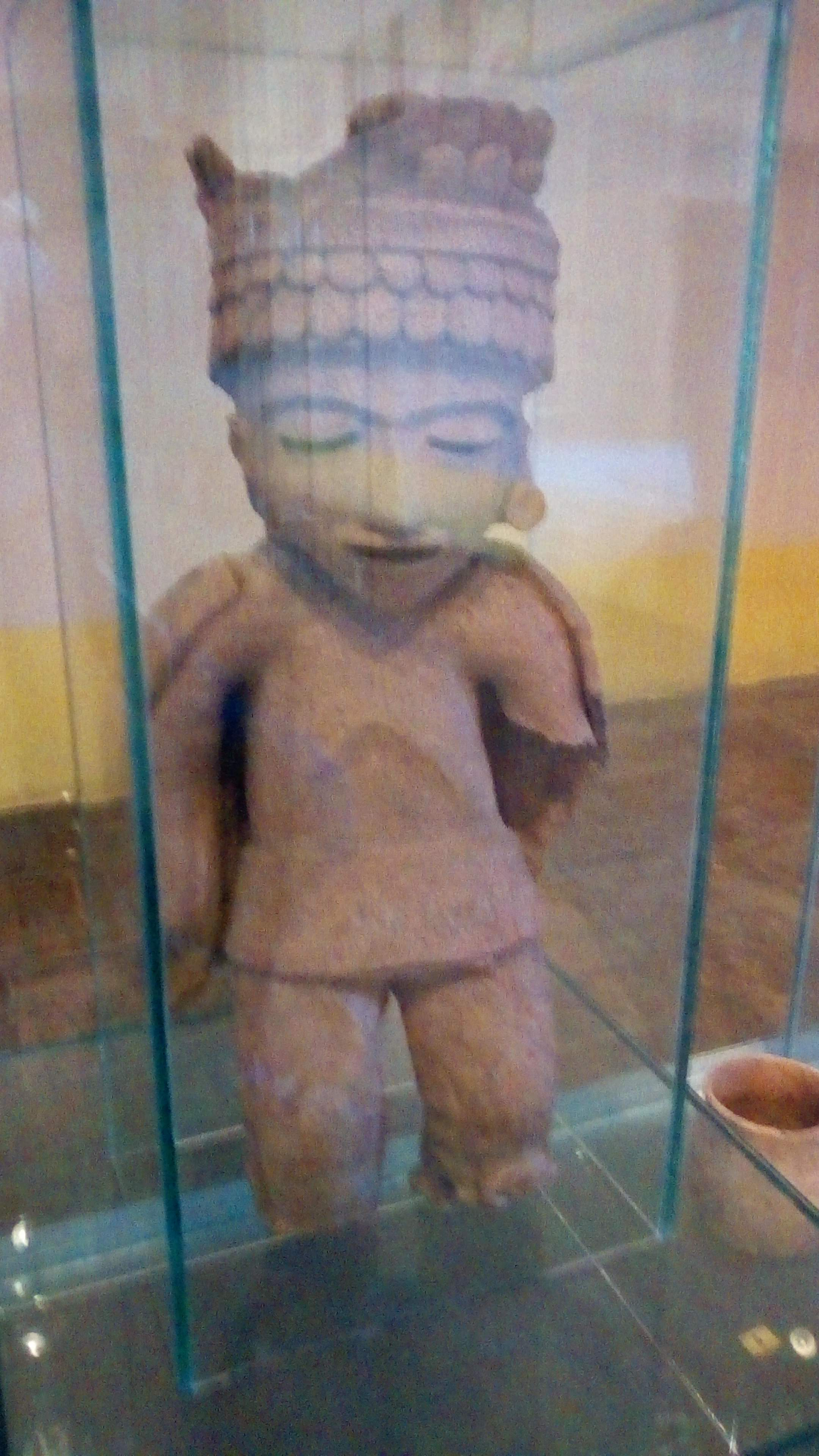
Representación Lenca de un Cacique en el museo de arqueología de Comayagua.

Los lenca fueron la población indígena más numerosa en la zona centro del país para el momento de la llegada de los españoles, fueron los más organizados militar y social mente de los grupos del país en el posclásico, ya que para la llegada de los ibéricos, la civilización maya que tenía una sociedad bien organizada y una urbanización más extensa que otras culturas, llevaba bastante tiempo en plena decadencia y muchas de sus ciudades fueron abandonadas, durante la conquista muchas de ellas no eran más que ruinas.
Habitaban en poblaciones de considerable tamaño, con un promedio de 350 casas y mucho más de 500 pobladores por aldea principalmente en el valle de Comayagua. 

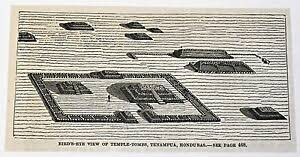
Recreación de las ruinas de Tenampúa.

Su estructura política consistía en dividirse en diferentes señoríos controlados por un cacique y un pequeño de nobles que servían como consejeros en a la hora de toma de decisiones importantes, los otros grupos en la pirámide social abajo de la autoridad del cacique eran los líderes religiosos, guerreros, comerciantes  y aldeanos dedicados a las siembras. También cabe remarcar que los diferentes señoríos lencas vivían en constantes conflictos armados entre sí por un largo periodo hasta la colonización del continente.
Existen polémicas científicas sobre la ascendencia y origen de los lencas, de acuerdo con la propuesta de Rodolfo Barón Castro, son los restos directos herederos de mayas, que no siguieron el éxodo que dio fin a sus dominios territoriales. Sin embargo dicha teoría se desmonto a base con nuevos estudios que evidencian que los Lencas son descendientes de gentes de lenguas Chibchas que provinieron de lo que es hoy en día Colombia, al rival a al territorio Hondureño y asentarse en el pre-clásico tuvieron contacto con Mesoamérica mas en conchero con los Olmecas quienes fueron de gran importancia para moldear y consolidar su cultura. Esto fue sostenido gracias a los sitios arqueológicos que se remontan al pre-clásico medio. A la llegada de los españoles, se encontraban establecidos en el territorio que hoy comprenden las Repúblicas de El Salvador y Honduras.

## Culturas nómadas y seminomadas

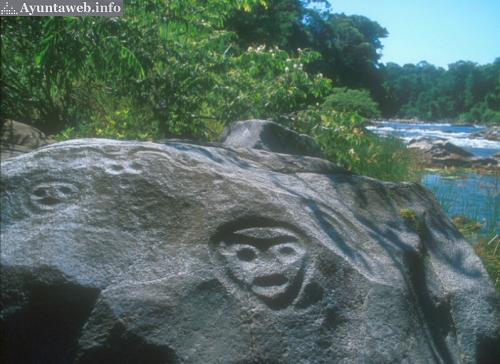
Grabados en piedra adjudicados a la cultura Pech.

El resto del territorio hondureño estaba habitado por pueblos provenientes del sur del continente y el Caribe, con una cultura nómada y seminómada, regidos por relaciones de producción comunal primitivas. Como la recolección y la caza de animales como el Tapir y el venado. Aunque también llegaron a ser buenos pescadores. Otro dato interesante es que estos pueblos pesar de no haber alcanzado un desarrollo tan grande como sus vecinos, conocían y empleaban muy bien el comercio con otras culturas. También se destacaron por ser buenos en la construcción de canoas para transportarse por ríos e incluso mares. 
Entre estos pueblos se encontraban los siguientes:
- Xicaques,
- Pechs,
- Tawahka
- misquitos.

A pesar de ello los Pech y algunos Xicaques llegaron a tener algunos asentamientos con estructuras pequeñas como plataformas y estelas tales como el Curruste. Otro factor que hipotéticamente influyó en su estilo de vida es la geografía del este de Honduras, mayormente montañosa y selvática. En su conjunto, formaban la mayoría de la población del país.

## Fin de la Honduras Prehispánica
Este periodo de la historia nacional llega a su fin en 1524. Tras la caída del imperio Azteca en 1521 con la victoria de Hernan Cortes y sus aliados, Gil González Dávila se convirtió en el primer español en llegar a lo que hoy es Honduras, con propósitos de conquista; tuvo que enfrentarse con una enorme, violenta y bien organizada resistencia indígena. Luego Cortes movido por los informes que había recibido sobre la gran riqueza que se encontraba en esos territorios, dio autorización de enviar dos expediciones, una por mar y otra por tierra. 
La primera fue encomendada a Pedro de Alvarado y la segunda a Cristóbal de Olid; este último, le traicionó. Por este motivo, Cortés salió de México para capturarlo y darle ejecución por sus actos. Durante los dos años de estadía del conquistador, introdujo el ganado y frutos llegado de España. Fundó la villa de la Natividad cerca de puerto Caballos y nombró a Hernando de Saavedra, gobernador de Honduras y dejó instrucciones de darles buen trato a los indígenas, permitiéndoles algunos conservar sus tierras y propiedades.